# Brookesiinae
Brookesiinae was een onderfamilie van hagedissen behorend tot de familie kameleons (Chamaeleonidae). Ongeveer een derde van alle kameleons werd tot deze groep gerekend, de verschillende soorten komen voor in delen van zuidelijk Afrika en Madagaskar. De groep werd voor het eerst wetenschappelijk beschreven door Charles J.J. Klaver en Wolfgang Böhme in 1986. 
De onderfamilie werd ook wel aangeduid met 'onechte kameleons' omdat de meeste vertegenwoordigers atypische kameleons zijn. De meeste soorten zijn bruin van kleur en bodembewonend. De tegenhanger was de onderfamilie Chamaeleoninae, de 'echte kameleons'. Deze laatste groep werd vertegenwoordigd door meer boombewonende soorten die groter worden en meestal groen van kleur zijn. Uit genetisch onderzoek blijkt echter dat beide onderfamilies niet naast elkaar kunnen worden gezien, maar de verschillende groepen van elkaar afstammen. De onderfamilies worden tegenwoordig niet meer erkend. 

## Taxonomie
Onderfamilie Brookesiinae
- Geslacht Brookesia
- Geslacht Rhampholeon
- Geslacht Rieppeleon